# Клаино-кон-Остено
Клаи́но-кон-О́стено (итал. Claino con Osteno) — коммуна в Италии, находится в регионе Ломбардия, в провинции Комо.
Население составляет 527 человек (2008), плотность населения составляет 41 чел./км². Занимает площадь 13 км². Почтовый индекс — 22010. Телефонный код — 0344.
Покровителями коммуны почитаются святые апостолы Пётр и Павел, празднование 29 июня. 

## Демография
Динамика населения: